# بويار سباهيو
بويار سباهيو هو المفتي العام لألبانيا، ولد في 1976 بكوكس في جمهورية ألبانيا الشعبية الاشتراكية. وهو أيضًا الرئيس الحالي للمشيخة الإسلامية الألبانية. كان على منصب نائب رئيس المشيخة الإسلامية الألبانية سابقًا.